# Dumont Dancer
Dumont Dancer ist ein Jazzalbum von Peter Ehwalds Double Trouble. Die im Oktober 2021 im Aachener Veranstaltungsort Dumont entstandenen Aufnahmen erschienen am 7. Dezember 2023 auf dem Berliner Label Jazzwerkstatt.

## Hintergrund
Der Saxophonist Peter Ehwald nahm 2011 das selbstbetitelte Debütalbum der Gruppe im Kölner Loft auf; seitdem spielte er mit den beiden Bassisten Andreas Lang und Robert Landfermann sowie dem Schlagzeuger Jonas Burgwinkel im Quartett. Das 2021 eingespielte Dumont Dancer ist das letzte Album von Peter Ehwalds Band Double Trouble, da einer der beiden Bassisten, Robert Landfermann, sich entschlossen hatte, nicht mehr in dem Quartett weiterzuspielen.

## Titelliste
- Peter Ehwald’s Double Trouble: Dumont Dancer (Jazzwerkstatt)

1. Imago 10:28
2. Captain Underpants 5:04
3. Too Old for Too Many 4:23
4. Kamikaze Kaito 7:18
5. Man muss aus Lehm sein und ich bin aus Wind 5:35
6. Non Profit Management 6:17

Die Kompositionen stammen von Peter Ehwald.

## Rezeption
Ein Livealbum als Abschluss einer über zehnjährigen Bandkarriere, schrieb Christoph Giese in Jazz thing, und so könne man hier noch einmal „diese geniale Viererbande“ in Höchstform erleben, mit Ehwald auf dem Tenorsaxofon und dem Tarogato, Landfermann und Andreas Lang an den Kontrabässen und Jonas Burgwinkel am Schlagzeug. In sechs Kompositionen Ehwalds würde das Quartett fließende Übergänge zwischen komponierten Vorgaben und Gruppenimprovisationen spannend ausloten. So entstehe eine jederzeit offene und vertrackte Musik, die direkt und ohne große Verzierungen gespielt auf den Hörer treffe, mit einer Vitalität und Leidenschaft, die ansteckend sei.